# Yelcho Hill
Yelcho Hill är en kulle i Antarktis. Den ligger i Sydshetlandsöarna. Argentina, Chile och Storbritannien gör anspråk på området.
Terrängen runt Yelcho Hill är kuperad åt sydost, men norrut är den platt. Havet är nära Yelcho Hill västerut. Trakten är glest befolkad. Närmaste befolkade plats är Gabriel de Castilla Spanish Antarctic Station, 4,6 kilometer söder om Yelcho Hill. 